# Mancomunidad Comarca Avilés

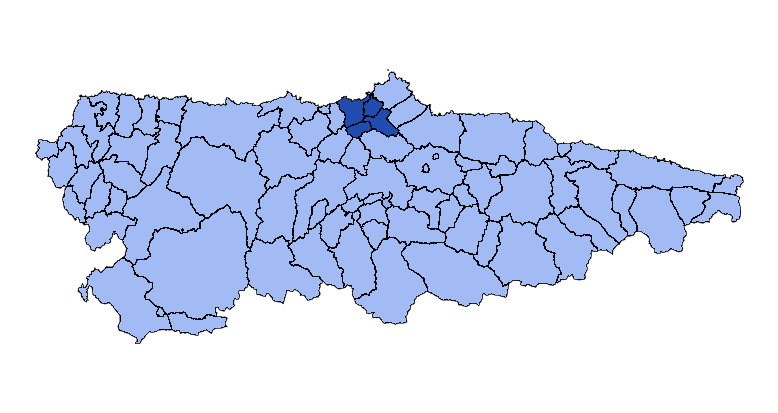
Vista de los concejos que forman la mancomunidad.

La Mancomunidad Comarca Avilés es la unión de varios municipios españoles de la provincia norteña y comunidad autónoma de Asturias. Comprende los concejos de:
- Avilés
- Castrillón
- Corvera de Asturias
- Illas

- Datos: Q5991100